# Nüst ab Mahlerts
Nüst ab Mahlerts este o arie protejată (arie specială de conservare — SAC, sit de importanță comunitară — SCI) din Germania întinsă pe o suprafață de 49,89 ha, integral pe uscat.

## Localizare
Centrul sitului Nüst ab Mahlerts este situat la coordonatele 50°37′48″N 9°50′52″E / 50.63°N 9.8478°E.

## Înființare
Situl Nüst ab Mahlerts a fost declarat sit de importanță comunitară în noiembrie 2004 pentru a proteja 6 specii de animale. Situl a fost protejat și ca arie specială de conservare în martie 2008.

## Biodiversitate
Situată în ecoregiunea continentală, aria protejată conține 3 habitate naturale: Cursuri de apă de la nivel de câmpie la nivel montan, cu vegetație Ranunculion fluitantis și Callitricho-Batrachion, Păduri de fag Luzulo-Fagetum, Păduri aluvionare cu Alnus glutinosa și Fraxinus excelsior (Alno-Padion, Alnion incanae, Salicion albae).
La baza desemnării sitului se află mai multe specii protejate:
- păsări (5): pescăruș albastru (Alcedo atthis), mierla de apă (Cinclus cinclus), ciocănitoare pestriță mică (Dendrocopos minor), privighetoare (Luscinia megarhynchos), codobatură de munte (Motacilla cinerea)
- pești (1): cicar (Lampetra planeri)

Pe lângă speciile protejate, pe teritoriul sitului au mai fost identificate 3 specii de nevertebrate.